# David Kirke
Sir David Kirke (ca. 1597-1654) was een Engelse avonturier, kaapvaarder en koloniaal bestuurder. Hij is vooral bekend van de verovering van Quebec in 1629 en zijn latere bestuur van Kolonie Newfoundland als gouverneur. Kirke was een vertrouweling van de Engelse koning Charles I, wat hem slecht te staan kwam na de executie van Charles op het einde van de Engelse Burgeroorlog in 1651. Kirke overleed in de gevangenis in Engeland te 1654.

## Persoonlijk leven
David was de zoon van Gervase Kirk, een rijke handelaar uit de City of London, en Elizabeth Goudon, een Franse hugenote. Hij bracht een deel van zijn jeugd door in de Franse stad Dieppe.
Kirke trouwde in Engeland met Sara Andrews en verhuisde met haar naar Newfoundland in 1638. Het koppel kreeg tezamen vier zonen, namelijk George, David jr., Phillip en Jarvase, evenals een niet bij naam gekende dochter (die geboren was in Engeland en nooit te Newfoundland vermeld werd).

## Carrière

### Quebec-campagne
Op aangeven van Kirke's vader vertrok David, tezamen met zijn broers Lewis, Thomas, John, en James, met een groep van drie Engelse schepen naar Noord-Amerika, voornamelijk uit handelsbelangen. Het was de periode van de Engels-Franse Oorlog van 1627–29. Vermoedelijk brachten ze Engelse kolonisten naar het toenmalige Port Royal. Met Port Royal als uitvalsbasis vielen de Engelsen onder leiding van David Kirke de aan de Saint Lawrencerivier gelegen Franse nederzettingen Tadoussac en Cap Tourmente aan. Ze legden daarna voor een groot deel van 1628 een blokkade over die rivier aan.
Voor de winter van 1628 keerde Kirke terug naar Engeland. In maart 1629 keerde een vloot van zes schepen onder leiding van Kirke terug naar de regio met als doel Quebec te veroveren. Aangezien de omstandigheden er, vanwege hongersnood, dramatisch waren had de Quebecse leider Samuel de Champlain geen andere keuze dan zich over te geven aan de Engelsen. Later bleek echter dat de oorlog kort voordien beëindigd was en de verovering onwettig. In 1632 gaven de Engelsen als deel van een bredere deal Quebec terug aan de Fransen. Als troost werd David Kirke verheven tot ridder in 1633.

### Bestuur van Newfoundland

Het in 1637 aan David Kirke toegekende wapen is sinds 1928 het officiële wapen van de provincie Newfoundland en Labrador

Het wordt vermoed dat Kirke het eiland Newfoundland bezocht daar hij er een rapport over publiceerde in 1635. Hij zag veel potentieel in de rijke visserij van het eiland en vroeg rechten over het gebied aan Koning Charles I in 1637. In november 1637 kreeg hij via een royal charter (tezamen met drie leden van de hofadel) een commercieel monopolie over het eiland. Een deel ervan, met name de oostelijke Kolonie Avalon, was reeds toegekend aan George Calvert, baron Baltimore. Aangezien die ervan beschuldigd werd zijn kolonie achtergelaten te hebben in 1632, kreeg Kirke uiteindelijk het bestuur over gans de Kolonie Newfoundland in handen.

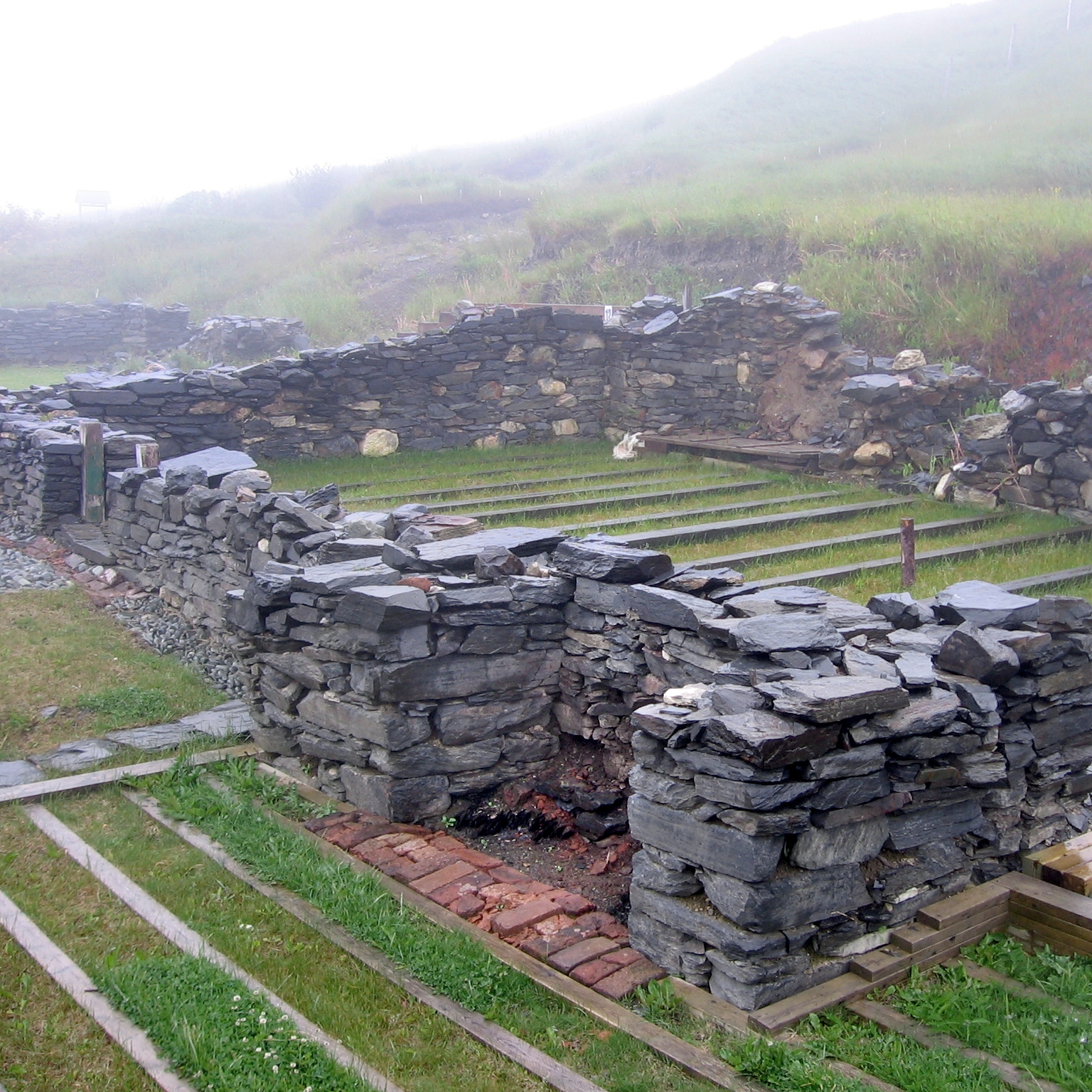
Archeologische overblijfselen van Mansion House.

Kirke arriveerde tezamen met zijn vrouw Sara en zo'n 100 kolonisten in Newfoundland in 1638. Ze vestigden zich in de Kolonie Avalon (te Ferryland) en namen er intrek in Mansion House, de voormalige woonst van de Lord Baltimore. Op dat moment werd het huis in diens naam bewoond en onderhouden door William Hill, die geen andere optie had dan te vertrekken. Hetzelfde jaar kreeg Kirke van de koning een wapenschild dat moest gaan gelden voor heel Newfoundland.
Kirke hernoemde de kolonie te Avalon de Pool Plantation in 1639 en liet daar, in St. John's en Bay de Verde een beperkte fortificatie optrekken. Hij kreeg steeds meer macht over de visserij in de regio, in tegenstelling tot wat mocht volgens het royal charter en tot ongenoegen van Engelse seizoensvissers en vooral de hen steunende handelaars uit het West Country. Hij werd beschuldigd van het voor zich en zijn vrienden houden van de beste visverwerkingsplaatsen en van het openen van tavernes die het werk van de kolonisten zouden verstoren. Voor dit kon onderzocht worden, brak in 1642 de Engelse Burgeroorlog uit.

### Arrestatie en overlijden
De beschuldigingen van de handelaars uit het West Country werden opzijgeschoven tijdens de oorlog. In 1651 kwam de oorlog teneinde door de executie van Koning Charles I en het ontstaan van het Engelse Gemenebest. Dit was een slechte zaak aangezien Kirke steeds een trouwe royalist was en men ook een vanuit Newfoundland geleide contrarevolutie vreesde. De beschuldigingen werden opnieuw opgevist en hij werd in 1651 gearresteerd en naar Engeland gebracht. Zijn eigendom werd overgenomen en John Treworgie werd als nieuwe gouverneur aangesteld.
In 1653 werd Kirke echter vrijgesproken, waarop zijn vrouw zonder hem terugkeerde naar Newfoundland om zijn handelsbelangen en bestuur waar te nemen. Cecil Calvert, de nieuwe Lord Baltimore, had immers een andere zaak tegen Kirke aangespannen omdat hij de rechten over Avalon opeiste. Er volgde daarenboven tegelijkertijd een rechtszaak van James Kirke tegen Treworgie en twee medestanders die de eigendommen en rechten niet zouden teruggegeven hebben aan Sara Kirke en haar zonen. Kirke verbleef hierdoor in Engeland opnieuw in de gevangenis, namelijk The Clink in Southwark. David Kirke stief daar vermoedelijk in januari 1654, wachtend op zijn proces.
Na de dood van David nam diens weduwe Sara Kirke tezamen met haar zoons het bestuur over hun eigendommen, voornamelijk de Pool Plantation, over. Het bestuur van deze erg belangrijke visserij-onderneming onder Lady Kirke was erg succesvol en duurde zo'n 25 jaar (tot 1679).
Het proces tegen Treworgie werd in diens nadeel beslist, maar na een pleidooi bij Oliver Cromwell kreeg hij in beroep gelijk. Treworgie bleef gouverneur van Newfoundland tot 1660, al bleven de Kirke's wel meester over de Pool Plantation en andere eigendommen.